# ANGEL MAGISTER
『ANGEL MAGISTER』（エンジェル マギスター）は、2009年7月24日にビジュアルアーツ系ブランドであるmanaから第3弾作品として発売されたWindows用アダルトゲームソフトである。略称はエンマギ。

## 概要
天上界のメルイート魔法学園を舞台にした落ちこぼれの3人娘との楽しい魔法学園生活など、萌えるファンタジー学園ドタバタコメディが描かれる。『フォセット』や『つくとり』を手がけた味塩ロケッツがシナリオを担当しているほか、当時はビジュアルアーツ社員であることを隠してライトノベル『ゼロの使い魔』の挿絵などを手がけていた兎塚エイジにとっては、同ペンネーム名義での美少女ゲームデビュー作でもある。
共通ルート8話（ミコト編は7話）+個別ルートで構成される。人種差別、選挙汚職、世界の危機など重いテーマもあるものの重くならないよう随所にコメディーが盛り込んであり、全体的に軽快なイメージとなっている。
予約特典として「『エンマギ』イラスト即ゲット!キャンペーン」でポストカード&クリアファイルのプレゼント、初回特典として「『エンマギ』プラチナセレクション」でサウンドトラックと原画集が付けられた。ユニゾンソフトとの合同企画として、『しこたまスレイブ あるじで姉妹な天使と悪魔』と共に購入したユーザーには、合同同人誌『しこ☆マギ』がプレゼントされる。

## ストーリー
かつて闇の皇子と呼ばれたバアルは魔界の魔族を率いて天上界に攻め込むが、すぐに敗退して力と記憶を奪われ、幽閉されてしまう。
100年後、バアルは解放されてトモヤ＝レイオットと名付けられ、日雇いの浮浪者を経て魔法学園の臨時教師の職に就く。しかし、トモヤが担当したのはおちこぼれ組、しかも落第した場合は魔界へ落とされるという。果たしてトモヤは、問題児3人の教え子を導くことができるのか。

## 登場人物
トモヤ＝レイオット
声 - なし
本作の主人公。魔界の元王子バアルとしての力と記憶を封印され100年の刑から服役後、日雇いの浮浪者を経てメルイート魔法学園の教師となる。100年の間に記録が風化されたため名前は出所時に適当に付けられたもの。教師となってからは通称おちこぼれ組の担当となり、3人の生徒を導いていくことになる。封印されていても魔法の能力は天上界では群を抜いている。プリンが大の苦手。
天上界でナンバー1人気のビジュアル系バンド「酒霊奴（シュレイド）」のメンバーが脱退した後、後釜のボーカル「徒喪夜★12世（ともやじゅうにせい）」として参加することになる。
バアル
100年前の魔界の皇子。（先々代）ナギ=エバーブライトに恋し、魔族を引き連れ天上界に攻め込むがあっさり振られ敗退したため、力と記憶を封印され100年の刑に罰せられる。

ナギ＝エバーブライト(Nagi=Everbright)
声 - 民安ともえ
メインイロイン。メルイート魔法学園のおちこぼれ組の生徒。家は没落しており、レストランのアルバイトもしている苦学生。意地っ張りなツンデレですぐ手が出るタチで、体力はあるが魔法学科はサッパリ。年少の頃は天才と言われていたがある事件の後は炎が怖くなり、その後はエリートコースから脱落している。なお、ナギとトモヤが関わるイベントでは羽が舞うエフェクトがかかる。
（先々代）ナギ＝エバーブライト
100年前の天上界の英雄であり現在のナギの祖母に当たる。バアルの侵攻を1人で食い止めた英雄だが、バアルとの関係を疑われ失脚、エバーブライト家は没落し、本人は表舞台から姿を消した後病死した。

カナタ＝クラムロイド (Kanata=Cramloyd)
声 - 涼森ちさと
メインイロイン。メルイート魔法学園のおちこぼれ組の生徒。いつもクールな不思議系でとんでもなく大食い。真面目であるが成績はまったく良くない。ナギ同様運動能力には非常に秀でており、食べ物と引き換えに様々な運動系部活動の助っ人を引き受けている。何故か家に帰りたがらず、よく学校で寝泊りしたり野宿したりしている。
トモヤたちが加入した後の新生「酒霊奴（シュレイド）」のファンで、マネージャー兼プロデューサーとして手腕を振るっている。
ミコト＝イブルバーニア (Mikoto=Iblevernier)
声 - あさり☆
メインヒロイン。巨乳。天上界のトップアイドルだが退学の危機のため活動を休止し、メルイート魔法学園の落ちこぼれ組に編入される。体力面では優秀なナギやカナタと異なり体力も魔術も駄目な落ちこぼれ。アイドルとしては物静かなで純真な性格を装っているが、本性は毒舌でワガママ。本性を知っているのは幼馴染であるナギやカナタなど一部の人間のみ。活動休止後に人気が落ちていることを気にしている。
イブルバーニア家は代々神官を輩出してきた家系で、その血を引くミコトには霊魂を視たり死者蘇生の儀式を行ったりできる特殊な力がある。
レオナ (Leona)
声 - 姫川あいり
魔界の女の子で元バアルの部下。バアルの事を慕っており100年間ずっと彼のことを探し続けていた。再会してからは幾度もアタックをかけるも全く振り向いてくれない。非攻略キャラの中で唯一Ｈシーンがある（が、攻略はできない）。
リン＝レキシンビア (Rin=Lekisymbia)
声 - 手塚りょうこ
魔法学園の保健医。爆乳。色気が服を着て歩いているような存在で数々の男を誘惑しており、学園のみならず色々な裏事情に詳しい。実は魔族であり、天上界に攻め込む準備を着々と勧めていた。バアルとは過去に因縁があった。
ユミコ＝マスブチ (Yumiko=Masubuchi)
声 - 太田亜弓
魔法学園の学年主任でトモヤの上司に当たる。トモヤを教師に勧誘したのは彼女だがそのことは全く覚えていなかった。温和で優しい性格であるものの教育には厳しく物事に入り込みやすい性格で、とんでもない方向に突き進むことも。演劇部の顧問をしている。
ハルカ＝クラムロイド (Haruka=Cramloyd)
声 - 犀木夢真
カナタの義妹で、魔法学園エリート組の2年生。クラス委員長を務めている。落ちこぼれたカナタの事は軽蔑している。先輩でエリート組のトップであるマフユのことを尊敬している。
格闘部に所属しており、春期武術大会の優勝者。その実績で特待生の資格を得ている。
マフユ＝サンテロ (Mafuyu=Santero)
声 - 朝咲そよ
魔法学園のエリート組のトップ。性格はキツい。次期生徒会長を期待されていたものの本人が知らぬところで行われた金銭横領で失脚、天上界の腐敗に絶望したその心の隙間に付け込まれることになる。魔術の素質も群を抜いており、通常6種類しか使えない魔術系統でそれ以上を使いこなせるのはメインキャラ以外に彼女のみ。ミコトとは幼馴染だがいつしか疎遠となっていた。
マイ＝ケンブレイ (Mai Kenbray)
声 - 金松由花
熱いジャーナリスト魂に燃える魔法学園の新聞部の学生。スクープに目が無く神出鬼没で、時には記事を誇張してしまう事も。学園放送も担当しており実況などをすることもある。各話の間のナレーションも担当。
本来は少年部2年だが、青年部に来る時は怪しまれないように青年部の制服を着ている。
タモツ＝ナガヤス (Tamotsu Nagayasu)
声 - 静陵聖
エリート組の気障で嫌味な学生。マフユの取巻きの一人で始めはおちこぼれ組を見下していたものの、新生酒霊奴のメンバーとなってからは、仲間のトモヤを通じ落ちこぼれ組にも何かと手を貸すようになる。新生「酒霊奴」では「タモツ★美麗斗（ビレイト）」と名乗っており、ギターを担当している。各話の間のナレーションではマイの相方として登場することも。
モリス＝ハザール (Moris Khazard)
声 - アドレナ・リン
メルイート学園学園長。高齢ではあるが岩の様な筋肉を持つ。独特の価値観を持ち漢気に拘りを持つ。カリスマはあり学園の事も真摯に考えているのだが、性格はどうしようもなくダメ人間。
源さん
声 - アドレナ・リン
日雇い労働者だったが、トモヤの紹介で学園の用務員となる。
ナギのママ
声 - 岩沢郁海
ナギの母親であり先代のナギ=エバーブライト。おっとりした性格。
ユウ＝クラムロイド
声 - 涼森ちさと
カナタとハルカの母親で、天上界の国防大臣。天上界の中軍の将軍でもあり、上軍の将軍が不在のため天上界の軍の実質的な最高権力者となっている。
終人（しゅうじん）
上層世界から来た尖兵。

## スタッフ
- 原画 - 兎塚エイジ
- シナリオ - 味塩ロケッツ with 企画屋
- SDイラスト - こもわた遙華
- ゲームデザイン - 丘野塔也
- BGM - F-ACE、VWM、どんまる
- 販売 - ビジュアルアーツ
- 企画・開発 - mana

## 主題歌
オープニングテーマ『O.SHI.E.TE.トゥルー☆はぁと』
作詞・作曲・編曲 - 磯村カイ 歌 - 井上みゆ

## 関連商品
漫画　
- 電撃G's magazine - 4コマ漫画掲載。
- 電撃姫 - 4コマ漫画掲載。
- コミックメガストア - 2009年8月号に兎塚エイジ自身によるフルカラー短編漫画が掲載し、コラボレーション企画として文章森野一角、イラスト西E田によるオリジナル短編小説『COVER GIRL EPISODE』も掲載された。
- 月刊コンプエース - 2009年8月号から2010年4月号まで武蔵屋長元坊作画で連載。

小説　
メディアファクトリーのMF文庫Jより2009年12月25日にカワイ克己著で一般向け小説（ISBN 978-4-8401-3133-9）が刊行。
カードゲーム　
- Lycee - シルバーブリッツのカードゲーム、Lyceeに参戦している。収録エキスパンションは、VisualArt's6.0など。